# Zoraida laratae
Zoraida laratae är en insektsart som beskrevs av Frederick Arthur Godfrey Muir 1913. Zoraida laratae ingår i släktet Zoraida och familjen Derbidae. Inga underarter finns listade i Catalogue of Life.